# Raymond Mason
Pour les articles homonymes, voir Mason.
Raymond Mason, né le 2 mars 1922 à Birmingham (Grande-Bretagne) et mort le 13 février 2010 à Paris, est un sculpteur britannique ayant vécu en France.

## Biographie

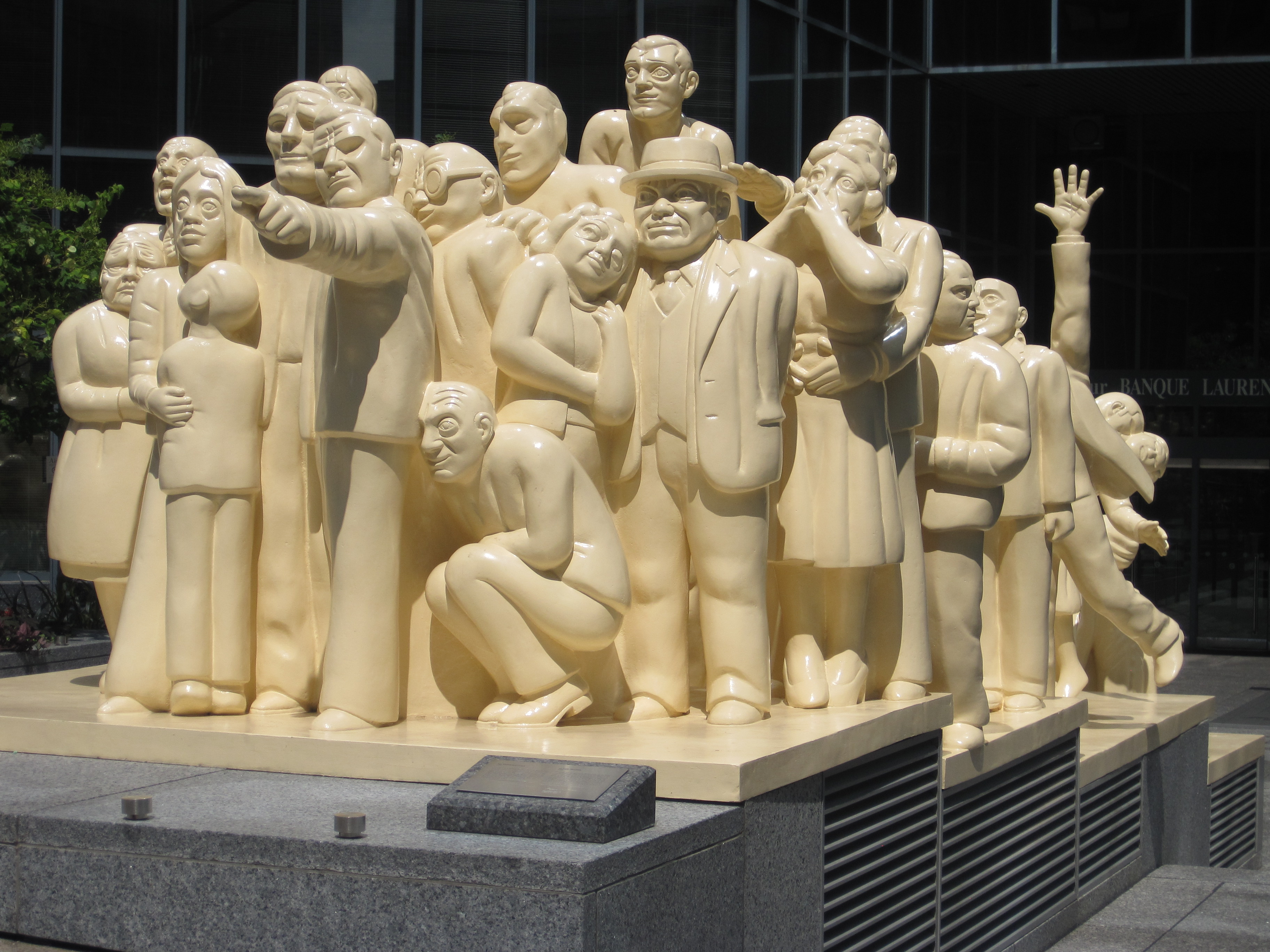
La Foule illuminée, à Montréal.

Raymond Mason est né en 1922 à Birmingham, d'un père écossais et d'une mère anglaise. En 1933, il s'engage dans la Royal Navy, il en sera réformé en 1941. En 1937, il est reçu premier à l'École d'art de Birmingham. Il s'inscrit aux cours du Royal College of Art à Londres. C'est en 1944 qu'il bifurque vers la sculpture. Mason rencontre alors Henry Moore. Il entre à L'École des Beaux-Arts de Paris et s'installe à Paris en 1946 grâce à une bourse que lui octroie l'État français.
Profondément allergique aux rites sévères du bizutage en vigueur à l'époque aux Beaux-Arts, il n'y remet plus les pieds. Ses professeurs viennent voir ses travaux dans son petit atelier qu'il partage avec les peintres Jacques Lanzmann et Serge Rezvani.
En 1948, c'est la rencontre avec Alberto Giacometti et le début d'une longue amitié entre les deux hommes. Après avoir hésité, il opte définitivement pour l'art figuratif. Mason est un peintre sculpteur.
Il a initialement une formation de peintre. 
En 1949, il expose au salon des Réalités nouvelles, mais l'abstraction l'ennuie. Il se tourne vers l'étude de la figure humaine sous l'influence de Giacometti. Et lorsqu'il investit la troisième dimension pour matérialiser ses représentations, il le fait d'abord à partir de la technique de la composition selon les règles de la perspective inventées par les pionniers de la Renaissance italienne. C'est en projetant cette trame de lignes fuyantes - qui servit aux peintres à représenter sur un plan l'illusion de la profondeur de l'espace réel - sur une construction en relief que l'artiste parvient à créer cet effet d'illusion.
L'œuvre de Raymond Mason s'exprime à travers des bas-reliefs. L'artiste a introduit la couleur dans ses sculptures : « Une sculpture est inerte, mon but est de la rendre vivante et valide. Je façonne mes grandes compositions aussi dynamiquement que je peux et je les colorie parce que je veux qu'elles plaisent et qu'elles plaident auprès d'autres êtres humains. Il est bien vrai que mes amis tremblent lorsque je m'apprête à couvrir de couleur une œuvre qui m'a pris un an ou deux à sculpter. Pourtant, en général, ils sont plutôt d'accord avec le résultat. »
Alain Madeleine-Perdrillat écrivait en février 2012 : « quatre années de suite, je vis Raymond Mason lors des Nuits blanches, en octobre, de longues heures durant debout à côté de son groupe sculpté dans la chapelle de l’église Saint-Eustache, fidèle au poste, aussi simplement et sérieusement que l’on tient un stand dans un salon. Sans la moindre impatience, il accueillait les visiteurs, répondait en français ou en anglais à leurs questions, racontait autant de fois qu’il le fallait pourquoi et comment il avait fait cette sculpture, donnait à l’un le beau texte qu’il avait écrit sur elle et qu’il avait pris soin de photocopier, à l’autre une carte postale où il griffonnait quelques mots de sympathie ; et si lui s’étonnait et se réjouissait de l’intérêt que suscitait son œuvre (un intérêt, notait-il, parfois teinté d’une sorte d’incrédulité amusée), beaucoup de ces visiteurs s’étonnaient et se réjouissaient, eux, de pouvoir parler ainsi, si aisément, à l’Artiste qu’il voulait et ne voulait pas être. La dernière fois, en 2009, il me confia que c’était tout de même bien fatigant et qu’il ne le ferait plus, mais, s’il n’a pas eu l’occasion de ne plus le faire, je doute qu’autrement, même pour une heure seulement, il ne serait pas retourné là où il avait le sentiment que son devoir d’artiste l’appelait, non pas pour vanter son œuvre, mais pour la dire à ses semblables, la leur montrer comme la Vierge de Pigalle montre son fils. »

### Chronologie
- 1937 : Raymond Mason est reçu premier à l'École d'art de Birmingham.
- 1942 : Il entre comme boursier royal au Royal College of Art de Londres, puis à la Ruskin School of Drawing and Fine Art (en) à Oxford et au Slade School of Fine Art à Londres.
- 1946 : Il s'installe à Paris.
- 1949 : Il expose au Salon des réalités nouvelles. Mason se tourne vers l'étude de la figure humaine sous l'influence d'Alberto Giacometti.
- 1952 : Raymond Mason entreprend un travail sur le bas-relief. L'homme dans la rue marque le début réel de son œuvre.
- 1953 : Nouveaux bas-reliefs : Place St Germain, Tramway de Barcelone.
- 1957 : Place de l'opéra.
- 1958 : Bd St Germain.
- 1962-1965 : Une longue série de scènes de rue trouve son apogée dans La foule, sculpture à quatre-vingt-dix-neuf personnages.
- 1969-1971 : Le départ des fruits et légumes du cœur de Paris, le 28 février 1969.
- 1975-1977 : Une tragédie dans le nord, présentée à la Biennale de Venise.
- 1980-1982 : Les vendangeurs.
- 1982 : Rétrospective au Conseil des arts de Grande-Bretagne à Londres.
- 1985 : Rétrospective au Centre Pompidou à Paris.
- 2000 : Rétrospective au Musée Maillol à Paris.
- 2010 : Collabore à la revue d'art Trou no. XX